# 塞拉诺波利斯-迪米纳斯
塞拉诺波利斯-迪米纳斯是巴西米纳斯吉拉斯州的一个市镇。总面积553.103平方公里，总人口4515人，人口密度8.2人/平方公里。